# 太皮
太皮（1978年12月—），澳門人，男，澳門筆會理事，小說家及專欄作家。著有中長篇小說《綠氈上的囚徒》《愛比死更冷》《懦弱》及《草之狗》等，短篇小說代表作包括《荷官歐陽家明》《搖搖王》及《連理》等。曾三獲“澳門中篇小說獎”及兩次奪得“澳門文學獎”小說組冠軍。其作品以寫實反映社會生活為主 。

## 著作
- 長篇小說《草之狗》

- 中篇小說《愛比死更冷》（2008年，澳門日報出版社）

- 中篇小說《綠氈上的囚徒》（2011年，澳門日報出版社）

- 中篇小說《懦弱》（2014年，澳門日報出版社）

- 短篇小說集《神跡》（2015年，中國作家出版社）

- 散文集《夜遊人》（2016年，澳門日報出版社）

- 詩集《一向年光有限身》（2016年，中國作家出版社）

- 中篇武俠小說《殺戮的立場》（2017年，台灣釀出版（秀威資訊））

## 獲獎
- 2008年，第一屆澳門中篇小說獎《愛比死更冷》

- 2011年，第九屆澳門文學獎小說冠軍〈搖搖王〉

- 2011年，第二屆澳門中篇小說獎《綠氈上的囚徒》

- 2014年，第三屆澳門中篇小說獎《懦弱》

- 2015年，第十一屆澳門文學獎小說冠軍〈河馬史詩〉

- 2017年，第一屆「紀念李鵬翥文學獎」散文組一等獎〈蘇州散記〉

## 資料來源
1. ↑  . 中國作家出版社. 2014  [2015-10-20]. （原始内容存档于2017-01-04） （中文）.

## 其它資料
- 澳门作家太皮：为众声喧哗的澳门画像_中国作家网（页面存档备份，存于）
- 馬場木屋寫故事的赤腳小孩——專訪小說家太皮（页面存档备份，存于）
- 把幽默滲進傷感-專訪澳門作家太皮

## 外部連結
- 太皮的blog （页面存档备份，存于）
- 一向年光有限身 （页面存档备份，存于）
- 太皮的facebook